# جندي (رتبة عسكرية)

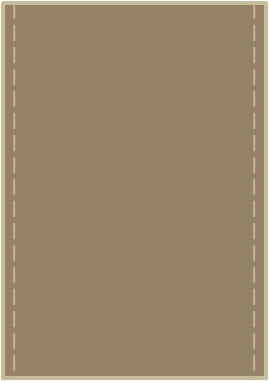
رتبة جندي

الجندي هو كل فرد ينتمي إلى مؤسسة عسكرية نظامية تحت لواء دولة نظامية مستقلّة، ويناط به مهمات محددة، حيث يشكل الجنود نواة القوات المسلحة في أي بلد مستقل ويعملون ضمن جيوش أو وحدات نظامية. والوحدة التي ينتمي إليها الجندي هي الحظيرة.
يخدم الجندي بخدمة نظامية أو بخدمة الاحتياط، ويخضع الجندي لتدريبات ولتأهيل لكي يكون قادرًا على حماية دولته بشكل مباشر (قتالي) أو بشكل غير مباشر (ليس قتاليا) ولخدمة مصالح دولتهُ.
الجنود هم جزء من مبنى تسلسلي ودقيق المسمى جيش. في إطار الجيش يقسم الجنود لوحدات مختلفة؛ جنود مشاة، جنود بسلاح الجو..إلخ. ليس كل الجنود من المقاتلين، على الرغم من أن أغلبيتهم خضع بفترة خدمته لشكل من أشكال التأهيل القتالي. قسم من الجنود يخدمون بأدوار غير قتالية.

## التسمية

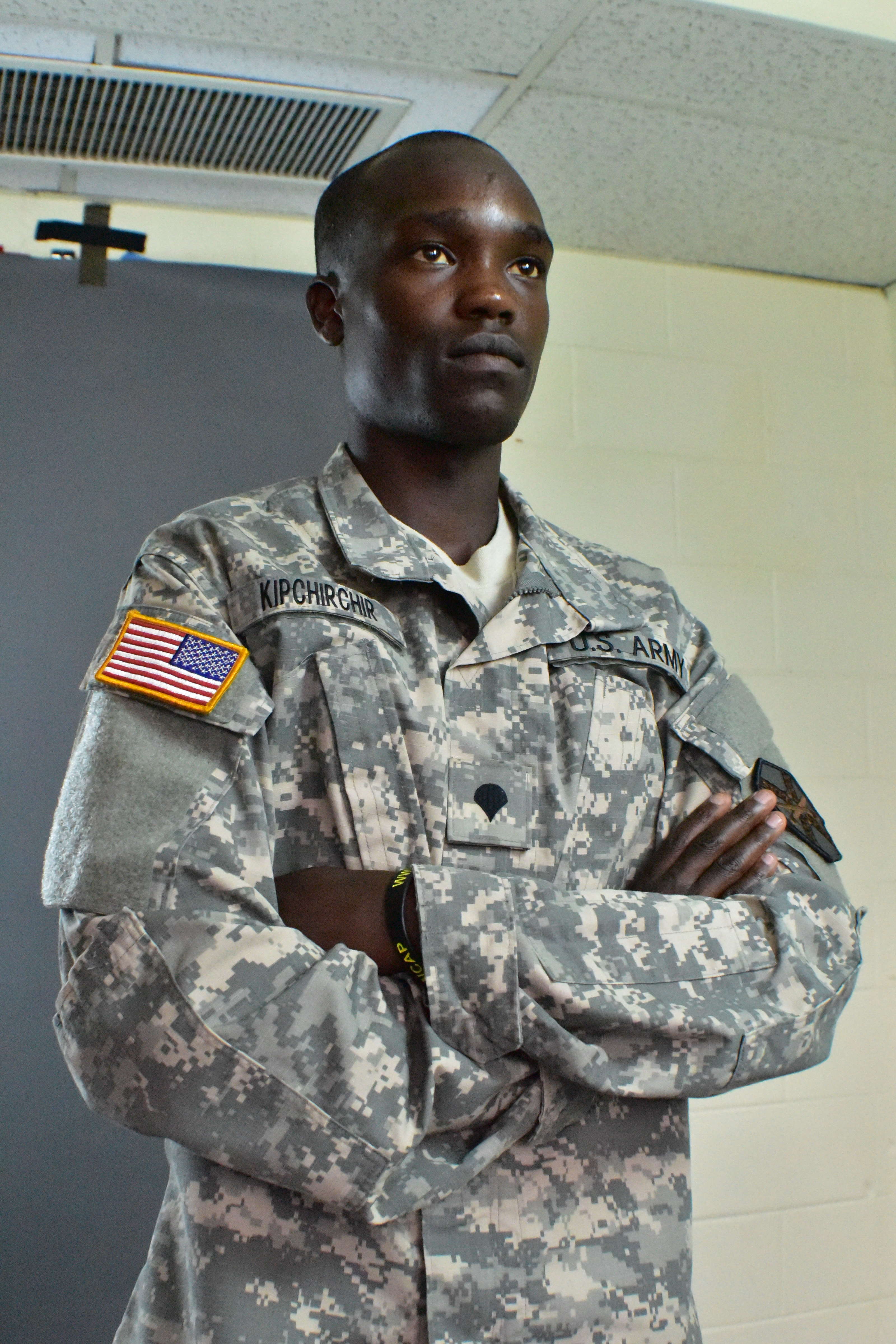
جندي امريكي

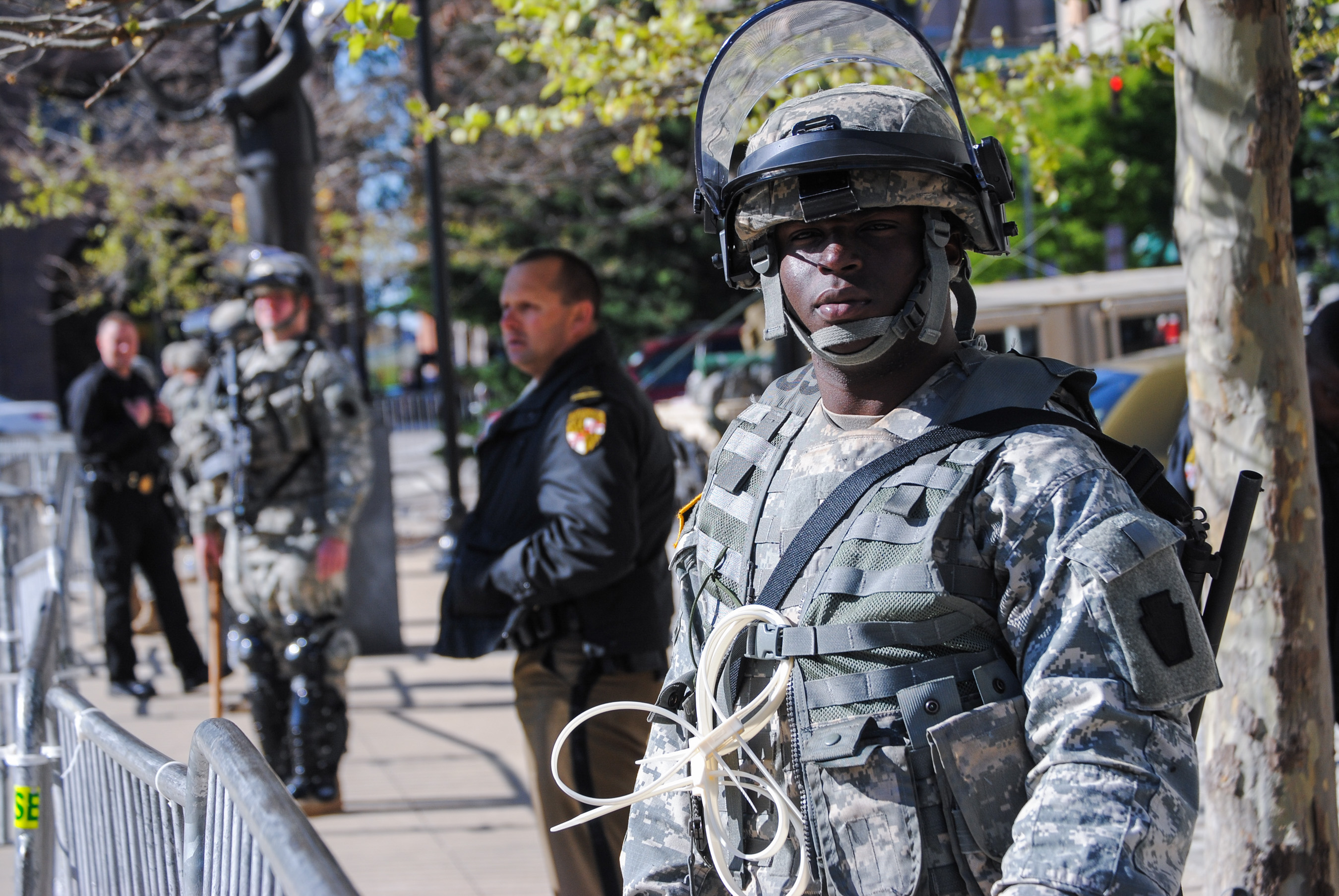

كلمة الجندي (Solider) مشتقة من كلمة سودور الإنجليزية منذ العصور الوسطى، من السود الفرنسي القديم أو السودور، بمعنى المرتزق، من سود، وهذا يعني قيمة الشلن أو الأجر، من السُو أو السود، الشلن. ويرتبط أيضا كلمة إلى العصور الوسطى اللاتينية soldarius، وهذا يعني جندي (حرفيا، «واحد بعد دفع»). هذه الكلمات مشتقة في نهاية المطاف من كلمة latin solidus المتأخرة، في إشارة إلى عملة رومانية قديمة مستخدمة في الإمبراطورية البيزنطية. أما عن كلمة جندي العربية فيقال أنها مشتقة من الفارسية والتي مشتقة في النهاية من الآكادية. يزعم نولدكه وسزمريني وتشيونغ بأن الكلمة مشتقة من الآكادية 𒄖𒌦𒉡 جننو من الجذر السامي ج ن ن معناه مرتبط بالأرض الوعرة؛ والجذر ج د د السرياني معناه مسار خط، شريط.

## استخدام اللفظ

في معظم الجيوش استخدام كلمة «جندي» وقد اتخذت معنى أكثر عمومية بسبب التخصص المتزايد من الاحتلالات العسكرية التي تتطلب مجالات مختلفة من المعرفة ومجموعات المهارات. ونتيجة لذلك، يشار إلى «الجنود» بأسماء أو رتب تعكس الذراع المتخصصة في الاحتلال العسكري للفرد، أو الخدمة، أو فرع العمل العسكري، أو نوع وحدتهم، أو عملهم التشغيلي أو الاستخدام التقني مثل: جندي أو ناقلة (عضو في طاقم دبابة) أو كوماندوس أو دراغون أو جندي مشاة أو حارس أو حامي أو مظلي أو غرينادير أو حارس أو قناص أو مهندس أو عامل ابر أو حرفي أو إشارة أو مسعف أو مدفع.

## أسماء أخرى
وفي كثير من البلدان يشار إلى الجنود الذين يخدمون في مهن محددة بمصطلحات أخرى غير اسمهم المهني. على سبيل المثال، يُعرف أفراد الشرطة العسكرية في الجيش البريطاني باسم «القبعات الحمراء» بسبب لون قبعاتهم (والقبعات).
تسمى أحياناً المشاة «الناخرين» (في جيش الولايات المتحدة) أو «فرق» (في الجيش البريطاني)، في حين أن طواقم المدفعية التابعة للجيش الأمريكي، أو «المدفعية»، يشار إليها أحيانًا باسم "redlegs"، من لون فرع الخدمة للمدفعية. [الحاجة إلى الاستشهاد] وغالبا ما يطلق على الجنود الأمريكيين اسم "G.I.S" (اختصارا لمصطلح «القضية العامة»).
وتسمى مشاة البحرية الفرنسية marsouins (الفرنسية: خنازير البحر) بسبب دورهم البرمائية. [الحاجة إلى الاستشهاد] الوحدات العسكرية في معظم الجيوش لديها ألقاب من هذا النوع، تنشأ إما من عناصر ذات زي مميز، وبعض الدلالة التاريخية أو التنافس بين الفروع أو الأفواج.

## الخدمة
بعض الجنود، مثل المجندين، يخدمون فترة محدودة واحدة. ويختار آخرون الخدمة حتى التقاعد؛ ثم يحصلون على معاش تقاعدي واستحقاقات أخرى. في الولايات المتحدة، يمكن للأعضاء العسكريين التقاعد بعد 20 عاما. وفي بلدان أخرى، تبلغ مدة الخدمة 30 سنة، ومن هنا جاء مصطلح «رجل الثلاثين عاما».
ووفقاً للأمم المتحدة، فإن 10-30% من جميع الجنود في جميع أنحاء العالم هم من النساء. و70-90% هم من الرجال.

## بعض أشكال الشارات العسكرية للجندي
| رقم | الرتبة            | مصر           | السعودية  | العراق    | الأردن        | المغرب | موريتانيا | لبنان | اليمن | تونس |
| --- | ----------------- | ------------- | --------- | --------- | ------------- | ------ | --------- | ----- | ----- | ---- |
| 1   | جندي أو جندي ثاني | رتبة جندي     | رتبة جندي | رتبة جندي | رتبة جندي     |        |           |       |       |      |
| 2   | جندي أول          | رتبة جندي أول |           |           | رتبة جندي أول |        |           |       |       |      |